# Normalie (Eisenbahn)
Als Normalien wurden in der deutschsprachigen Eisenbahntechnik Normen zur einheitlichen Gestaltung und Ausführung von Schienenfahrzeugen, Betriebsmitteln und Betriebseinrichtungen bezeichnet.

## Entstehung
Im ausgehenden 19. Jahrhundert wurden unter Leitung des für Eisenbahnmaschinentechnik verantwortlichen Eisenbahndirektors Moritz Stambke die Normalien für die Preußischen Staatseisenbahnen entwickelt. Diese Normalien sind Konstruktionszeichnungen im Maßstab 1:40 auf einzelnen Blättern und zeigen unter anderem Lokomotiven, Schlepptender, Güterwagen, Personenwagen, Eisenbahnweichen oder auch Einrichtungen für Bahnhöfe wie Bahnhofsuhren, Öfen und Möbel.
Die ersten Normalien für die Betriebsmittel der Preußischen Staatsbahnen sind auf das Jahr 1878 datiert, und ihnen folgten 1882 die Normalien für Betriebsmittel für Bahnen untergeordneter Bedeutung der Preußischen Staatsbahnen. Die Zeichnungen wurden der technischen Entwicklung folgend ständig überarbeitet und 1896 in Musterzeichnungen umbenannt.
Die preußischen Normalien hatten Vorbildwirkung: Sie wurden teilweise von anderen deutschen Länderbahnen übernommen und dienten dem Deutschen Staatsbahnwagenverband als Vorlage zur Entwicklung der meisten Güterwagen der Verbandsbauart. Die letzten Preußischen Musterzeichnungen wurden 1923 herausgegeben, und ab 1925 wurden die Normalien von der Deutschen Industrie-Norm des Normenausschusses der deutschen Industrie (heute Deutsches Institut für Normung) abgelöst. Diese DIN-Normen wurden vom Allgemeinen Wagennormungsausschuss (Awana) ergänzt.

## Nachfolge
In Deutschland ist beim Stand von 2008 zur Erstellung von Normen öffentlicher Eisenbahnen der „Normenausschuss NA 087, Fahrweg und Schienenfahrzeuge“ (FSF) innerhalb des DIN tätig. Normen für das Eisenbahnwesen werden zunehmend als Europäische Normen oder daran angelehnte bzw. übernommene DIN-Normen erstellt.

## Normalien für Lokomotiven

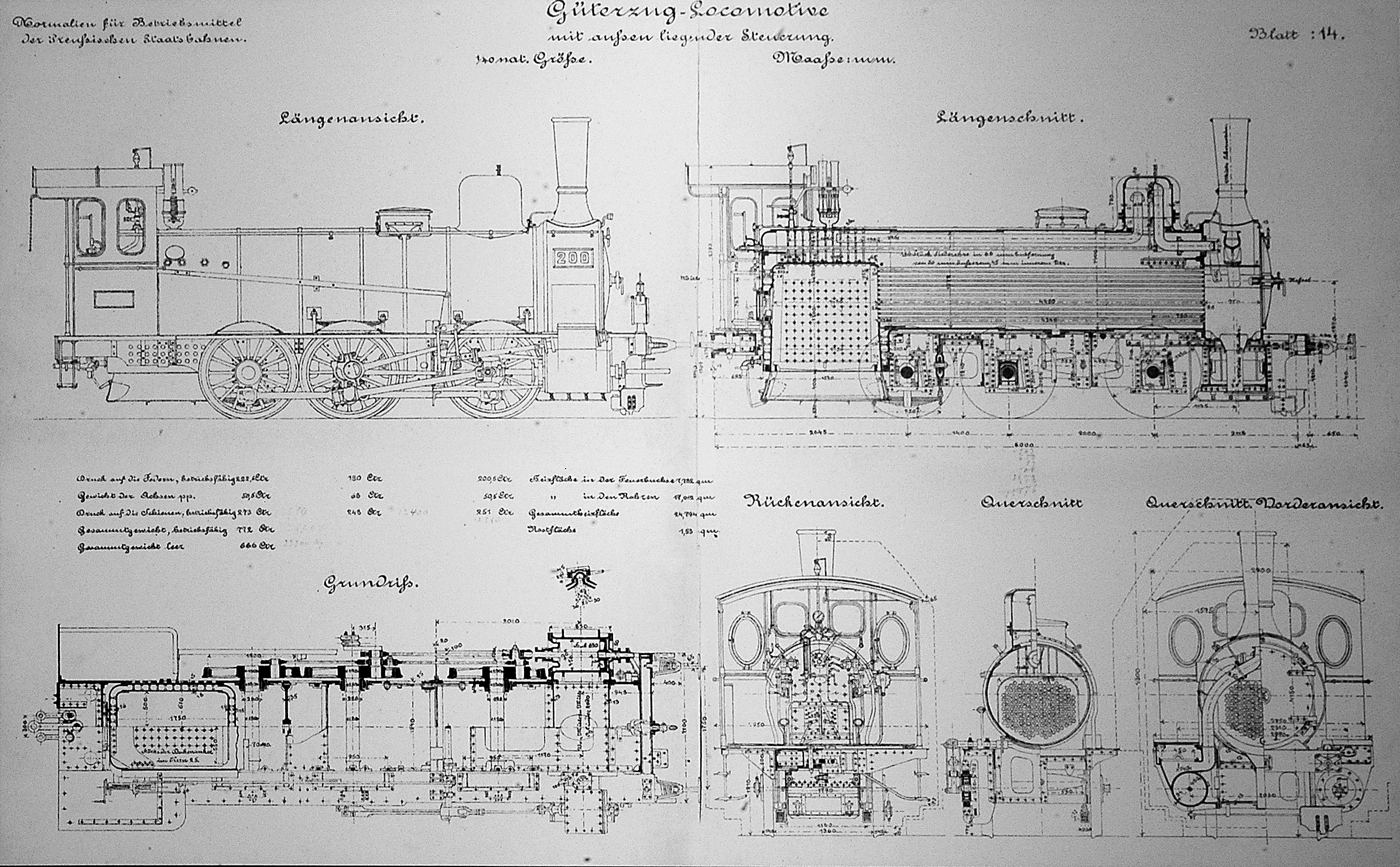
Zeichnungsblatt aus den Normalien zur preußischen G 3

Weitere Informationen sind im Artikel Liste der preußischen Lokomotiven und Triebwagen zu finden.
- Tenderlokomotive nach Musterblatt 12 (III-4e) – Gattung T 3 (3/3)
- Tenderlokomotive nach Musterblatt III4c – Gattung T 7 (3/3 G.T.L)
- Tenderlokomotive nach Musterblatt III-4f – Gattung T 9.1
- Tenderlokomotive nach Musterblatt XIV-4b – T 10

- Güterzuglokomotiven nach Musterblatt III-3 – Gattung G 3
- Schnellzuglokomotiven nach Musterblatt XIV-2a – Gattung S 6

- Schlepptender nach Musterblatt III-5e – Gattung 4 T 18
- Schlepptender nach Musterblatt III-5h – Gattung 4 T 21,5
- Schlepptender nach Musterblatt III-5m – Gattung 4 T 31,5

## Normalien für Personenwagen
- Gepäckwagen nach Musterblatt IIa 3 (DRG Gattung: Pwg Pr 92c)
- Behelfspersonenwagen nach Musterblatt I 20 (MKB 12)
- Abteilwagen nach Musterblatt 3091B (DRG Gattung: B4 Pr95)
- Durchgangswagen nach Musterblatt DI 2 (DRG Gattung: AB4ü Pr 02)

## Normalien für Güterwagen
Eine besondere Bedeutung hatten die Normalien beziehungsweise Musterzeichnungen für den Güterwagenbau, denn diese waren die Grundlagen für zukünftige Güterwagenbauarten in Deutschland. Der gedeckte Güterwagen nach dem preußischen Musterblatt IId8 ist sogar noch 1973 im Güterwagen-Handbuch der Deutschen Reichsbahn (DR) verzeichnet gewesen.

Gedeckter Güterwagen nach Musterblatt IIb 1
Gedeckter Güterwagen nach Musterblatt IIb 3
Gedeckter Güterwagen nach Musterblatt IId 8
Drehschemelwagen nach Musterblatt IIc 11
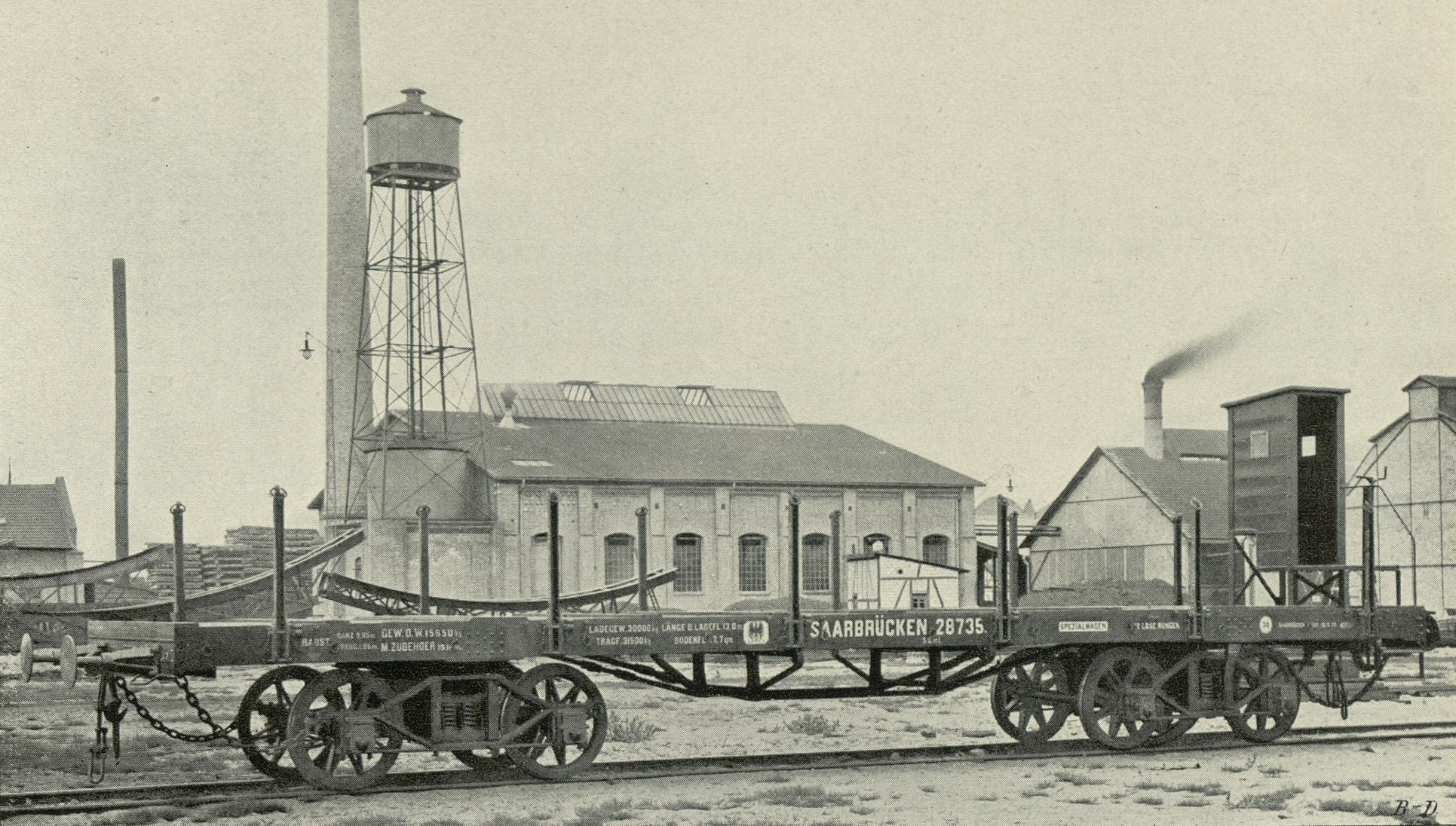
Vierachsiger Schienenwagen SSml

Die wichtigsten Güterwagenarten sind in der folgenden Tabelle nach Gattungen aufgeführt. Dabei bezeichnen IIb Güterwagen nach älteren Mustern, IIc Güterwagen unter 15 t Ladegewicht und IId Güterwagen mit mindestens 15 t Ladegewicht.
| Güterwagenart                                                           | Musterblatt | Ladegewicht     | Länderbahn-Gattung | Länderbahn-Gattung | DRG Gattungszeichen und Gattungsbezirk | DB Gattungszeichen und Bauartnummer |
| Güterwagenart                                                           | Musterblatt | Ladegewicht     | bis 1909/14        | ab 1909/14         | DRG Gattungszeichen und Gattungsbezirk | DB Gattungszeichen und Bauartnummer |
| ----------------------------------------------------------------------- | ----------- | --------------- | ------------------ | ------------------ | -------------------------------------- | ----------------------------------- |
| Gedeckte Güterwagen                                                     | 8           | 10 t            | Gl                 | G                  | Gw Magdeburg                           | –                                   |
| Gedeckte Güterwagen                                                     | IIb 1       | 10 oder 12,5 t  | Gl                 | G                  | Gw Magdeburg                           | Gw 01                               |
| Gedeckte Güterwagen                                                     | IIb 3       | 15 t            | Gml                | Gm                 | G Hannover/Stettin                     | –                                   |
| Gedeckte Güterwagen                                                     | IId 8       | 15 t 10 t       | Gml Gnl            | Gm N               | G Hannover/Stettin Gwh Magdeburg       | G 02 –                              |
| Gedeckter Güterwagen mit Endplattformen Fakultativwagen                 | IIb 1a      | 10 t            | Gnl                | Ni                 | Giwh Magdeburg                         | –                                   |
| Dreiachsige gedeckte Güterwagen                                         | IIc 13      | 10, später 15 t | G(n)l              | N                  | Gh Hannover                            | Gh 03                               |
| Dreiachsige gedeckte Güterwagen                                         | IIc 13II    | 6, später 15 t  | G(n)wl             | Nwl für Sz         | Glpwhs Dresden                         | G(w)h(s) 05                         |
| Großräumiger gedeckte Güterwagen (Hohlglaswagen)                        | Ce5         | 15 t            | Gml                | Gml                | Gl Dresden                             | Gl 06                               |
| Klappdeckelwagen (Kalkwagen)                                            | IIc 8       | 10 oder 12,5 t  | Kr                 | K                  | Kw Elberfeld                           | Kw 05                               |
| Klappdeckelwagen (Kalkwagen)                                            | IId 4       | 15 t            | Km                 | Km                 | K Elberfeld                            | K 06                                |
| Verschlagwagen für Kleinvieh                                            | IIc 1       | 10 t            | Vel                | Ven                | Vpwh Altona                            | Vwh 04                              |
| Verschlagwagen für Kleinvieh                                            | IIc 1a      | 10 t            | Ve(n)lz            | Venz               | Vwh Altona                             | Vwh 04                              |
| Verschlagwagen für Kleinvieh                                            | IIc 1b      | 10 t            | Ve                 | Ven                | Vpwh Altona                            | Vwh 03                              |
| Verschlagwagen für Kleinvieh                                            | IId 10      | 15 t            | Ve(n)mlz           | Venmz              | Vh Altona                              | Vh 04                               |
| Gedeckter Viehwagen für Großvieh                                        | IIc 2       | 10 t            | V(n)l              | Vn                 | Gvwh Magdeburg                         | –                                   |
| Offener Viehwagen für Großvieh                                          | IIc 3       | 10 t            | VO(n)l             | VO                 | Ovw Karlsruhe                          | −                                   |
| Offene Güterwagen Wände 85 bis 100 cm hoch, abbordbar, Stirnwandklappen | 10          | 10 t            | Olk[u]             | Ok[u]              | Ow Karlsruhe, Xow Erfurt               | –                                   |
| Offene Güterwagen Wände 85 bis 100 cm hoch, abbordbar, Stirnwandklappen | IIb 2       | 10 oder 12,5 t  | Olk                | Ok                 | Ow Karlsruhe                           | –                                   |
| Offene Güterwagen Wände 85 bis 100 cm hoch, abbordbar, Stirnwandklappen | IId 3       | 15 t            | Omk                | Omk                | O Frankfurt/Würzburg                   | O 01                                |
| Offene Kohlenwagen Wände 108 bis 130 cm hoch, Stirnwandklappen          | IIc 4       | 10 oder 12,5 t  | Ork                | Ok                 | Ow Karlsruhe                           | –                                   |
| Offene Kohlenwagen Wände 108 bis 130 cm hoch, Stirnwandklappen          | IIc 5       | 10 oder 12,5 t  | Ork[u]             | Ok[u]              | Ow Karlsruhe                           | –                                   |
| Offene Kohlenwagen Wände 108 bis 130 cm hoch, Stirnwandklappen          | IId 1       | 15 t            | Omk[u]             | Omk[u]             | O Schwerin                             | O 02                                |
| Offene Kohlenwagen Wände 150 bis 180 cm hoch, Stirnwandklappen          | Cc7         | 20 t            | Omk[u]             | Ommk[u]            | Om Ludwigshafen                        | Om 04                               |
| Offene Kohlenwagen Wände 150 bis 180 cm hoch, Stirnwandklappen          | Ce93, Ce95  | 20 t            | Omk[u]             | Ommk[u]            | Om Ludwigshafen                        | Om 04                               |
| Offene Kohlenwagen Wände 150 bis 180 cm hoch, Stirnwandklappen          | Ce146       | 20 t            | –                  | Ommk[u]            | Om Ludwigshafen                        | Om 04                               |
| Offene Kokswagen Wände 140 bis 155 cm hoch, Stirnwandklappen            | IIc 7       | 10 oder 12,5 t  | Oclk[u]            | Ock[u]             | Ocw Münster                            | –                                   |
| Offene Kokswagen Wände 140 bis 155 cm hoch, Stirnwandklappen            | IId 2       | 15 t            | Ocmlk[u]           | Ocmk[u]            | Oc Münster                             | Oc 01                               |
| Offene Kokswagen Wände 140 bis 155 cm hoch, Stirnwandklappen            | IId 2III    | 20 t            | Omlk[u]            | Ommk[u]            | Om Ludwigshafen                        | Om 04                               |
| Offene Selbstentladewagen                                               | IIc 6       | 10 t            | Otr[u]             | Ot[u]              | Otw Mainz                              | –                                   |
| Offene Selbstentladewagen                                               | IIc 12      | 12,5 t          | Otr[u]             | Ot[u]              | Otw Mainz                              | –                                   |
| Offene Selbstentladewagen                                               | Ce117       | 16,0 t          | Otm[u]             | Ot[u]              | Otw Mainz                              | OT 03                               |
| Offene Selbstentladewagen                                               | Ce151       | 20,0 t          | Otm[u]             | Ot[u]              | Otw Mainz                              | OT 03                               |
| Offene Selbstentladewagen                                               | Ce169       | 19,0 t          | Otm[u]             | Ot[u]              | Otw Mainz                              | OT 03                               |
| Vierachsiger offener Kohlenwagen                                        | IId 7 (alt) | 30 t            | OOmk               | OOmk               | OO Oldenburg                           | –                                   |
| Rungenwagen                                                             | IIc 10      | 10 oder 12,5 t  | Sl                 | R                  | Rw Stuttgart                           | Rw 01                               |
| Rungenwagen                                                             | IId 5       | 15 t            | Sml                | Rm                 | R Stuttgart                            | R 02                                |
| Schienenwagen 13 m Ladelänge                                            | Ce143       | 15 t            | Sml                | Sml                | S Augsburg                             | S 05                                |
| Vierachsige Schienenwagen 12 bis 18 m Ladelänge                         | IIc 9       | 20, später 25 t | SS                 | SS                 | SSkw Köln                              | –                                   |
| Vierachsige Schienenwagen 12 bis 18 m Ladelänge                         | IId 6       | 30, später 35 t | SSm                | SSm                | SSk Köln                               | SSk 07                              |
| Vierachsige Schienenwagen 12 bis 18 m Ladelänge                         | IId 6a      | 30, später 35 t | SSml               | SSml               | SSk Köln                               | SSk 07                              |
| Vierachsige Schienenwagen 12 bis 18 m Ladelänge                         | IId 7       | 30, später 35 t | SSml               | SSml               | SSk Köln                               | SSk 08                              |
| Vierachsige Schienenwagen 12 bis 18 m Ladelänge                         | IId 7II     | 35 t            | –                  | SSml               | SS Köln                                | SS 08                               |
| Vierachsige Schienenwagen 12 bis 18 m Ladelänge                         | Ce168       | 38 t            | –                  | SSml               | SSl Köln                               | SSlm                                |
| Drehschemelwagen (Langholzwagen)                                        | IIc 11      | 10 t            | HHrsz              | Hsz                | Hosw Regensburg                        | –                                   |
| Drehschemelwagen (Langholzwagen)                                        | IId 9       | 15 t            | HHmrsz             | Hmsz               | Hos Regensburg                         | –                                   |
| Drehschemelwagen (Langholzwagen)                                        | Ce115       | 15 t            | HHmsz              | Hmsz               | Hos Regensburg                         | H 02                                |
| Drehschemelwagen (Langholzwagen)                                        | Ce119       | 15 t            | -                  | Hmsz               | Hos Regensburg                         | H 02                                |

## Drehgestelle
Das Diamond-Drehgestell, als das erste Universal-Güterwagendrehgestell, wurde in Europa etwa ab Mitte der Achtzigerjahre des 19. Jahrhunderts serienmäßig gebaut. Die ersten Drehgestelle nach Musterblatt VId 7II wurden etwa 1890 gebaut und fanden in den vierachsigen Schienenwagen nach Musterblatt IId 6a  Verwendung.